# Rattus nitidus
Rattus nitidus  (Hodgson, 1845) è un roditore della famiglia dei Muridi diffusa nell'Ecozona orientale.

## Descrizione

### Dimensioni
Roditore di medie dimensioni, con la lunghezza della testa e del corpo tra 175 e 195 mm, la lunghezza della coda tra 154 e 206 mm, la lunghezza del piede tra 37 e 41 mm, la lunghezza delle orecchie tra 15 e 21 mm e un peso fino a 122 g.

### Aspetto
La pelliccia è corta, densa e soffice. Le parti superiori sono grigio-brunastre scure, più scure lungo la schiena e con dei riflessi grigiastri sui fianchi, mentre le parti ventrali sono grigie. Il dorso delle zampe è bianco. La coda è lunga come la testa ed il corpo, marrone sopra, più chiara sotto ed è rivestita da 7 anelli di scaglie per centimetro. Le femmine hanno un paio di mammelle pettorali, 2 paia post-ascellari, un paio addominale e 2 paia inguinali. Il cariotipo è 2n=42 FN=58-62.

## Biologia

### Comportamento
È una specie terricola e abile arrampicatrice.

## Distribuzione e habitat
Questa specie è diffusa negli stati indiani dell'Uttarakhand, Sikkim, West Bengal, Arunachal Pradesh, Meghalaya, Tripura, Mizoram e Manipur; Nepal, Bhutan e probabilmente Bangladesh; Myanmar occidentale e settentrionale, province cinesi dello Xizang sud-orientale, Yunnan, Sichuan, Guizhou, Hunan, Guangxi, Guangdong, Fujian, Jiangxi, Zhejiang, Jiangsu, Shanghai, Anhui, Shaanxi meridionale, Gansu sud-orientale; isola di Hainan, Thailandia settentrionale, Laos e Vietnam. È stata introdotta sull'isola di Luzon, nelle Filippine, isola di Belau, Sulawesi centrale, Seram e sulla penisola di Vogelkop, nella Nuova Guinea nord-occidentale.
Vive in vari tipi di foreste, piantagioni e insediamenti umani. Nel sud-est asiatico è presente tra 686 e 2.740 metri di altitudine, tuttavia è conosciuta anche al livello del mare.

## Conservazione
La IUCN Red List, considerato il vasto areale, la popolazione numerosa e la presenza in diverse aree protette, classifica R.nitidus come specie a rischio minimo (Least Concern).